# Dr. Dre
Dr. Dre, artiestennaam van Andre Romelle Young (Compton, 18 februari 1965), is een Amerikaanse rapper en hiphop-producent. Hij begon als lid van de World Class Wreckin' Cru en was daarna lid van N.W.A. Hij wordt beschouwd als de grondlegger van de G-funk en de succesvolste hiphopproducent ooit. Dr. Dre is ook de oprichter en eigenaar van Aftermath Entertainment en Beats Electronics, en was voorheen mede-eigenaar van Death Row Records. In 2024 kreeg hij een ster op de Hollywood Walk of Fame.

## Levensloop

### Jonge jaren
Dr. Dre werd geboren in Compton. Zijn moeder hertrouwde met Warren Griffin II, de vader van rapper Warren G. Wonend in het getto van Californië, waar de bendes de straten regeren, had Dr. Dre ook met veel van de problemen van de getto's te maken. Compton staat bekend als een van de gewelddadigste voorsteden van Los Angeles. Zijn naam André werd al snel afgekort tot Dre, zoals hij nu nog vaak werd genoemd, maar omdat Dre gefascineerd was door basketbalspeler Dr. J, begonnen mensen hem ook al op jonge leeftijd Dr. Dre te noemen.

### World Class Wreckin' Cru
In 1984 werd er in Compton een electro-hopgroep opgericht door Alonzo Williams, met Dr. Dre als een van de leden: World Class Wreckin' Cru. Andere leden waren DJ Yella, Shakespeare, Cli-N-Tel, en Mona Lisa Young. Het eerste wat ze uitbrachten was het nummer "Surgery". Dr. Dre is niet veel te horen als rapper, omdat hij zich toen voornamelijk op het produceren richtte. De groep bereikte grote populariteit in Compton, South Central, Long Beach en de andere voorsteden, maar daar buiten werd er amper van ze gehoord. De groep hielp ook andere groepen vooruit te komen; het bekendst was C.I.A., met onder andere Ice Cube. Deze samenwerking kwam in 1985 abrupt tot een einde, toen Ice Cube en Dr. Dre samen met Eazy-E met N.W.A begonnen.

### N.W.A en Ruthless Records
In 1986 begon Eazy-E, een Crips-lid en drugsdealer, een rapgroep genaamd N.W.A, samen met Ice Cube, Dr. Dre, MC Ren en DJ Yella. Hoewel Dr. Dre's goede vriend DJ Yella met Dr. Dre mee ging waren de andere leden van de World Class Wreckin' Cru woedend. Ze wisten niet dat later hun platenverkoop van hun oudere platen grandioos zou stijgen na doorbraak van Dr. Dre.
N.W.A waren een van de eersten om te beginnen met gangstarap (Schoolly D uit Philadelphia wordt als eerste gangstarapper beschouwd), een muziekstijl met raps over het gewelddadige leven dat er, dankzij armoede en corrupte politie, in het getto was (en nog steeds is).
In 1987 kwam N.W.A met het eerste album: N.W.A. and the Posse. De plaat werd in 1989 heruitgebracht op cd. De beats waren van Dr. Dre en DJ Yella. Voorheen werd hiphop gedomineerd door East Coast-hiphop, maar N.W.A stichtte een nieuwe sound: westcoasthiphop, een rustigere beat, en meer tekstgerichtheid.
Het echte succes kwam pas in 1988 met het album Straight Outta Compton dat 4 keer platina haalde. De plaat werd in 1989 heruitgebracht op cd. Met de hitsingle "Fuck tha Police" erop was het zwaar bekritiseerd door onder andere de FBI, die meende dat het album opriep tot geweld. N.W.A zei hierop dat ze slechts een muziekdocumentaire over de feiten hadden gemaakt. Met het geld dat er was verdiend, zag Ice Cube zijn kans om iets aan zijn toekomst te doen voor het geval het niets werd met het rappen en vertrok een jaar om met het verdiende geld een cursus architectuur te volgen. Daarom waren er nieuwe leden nodig en zo kwamen er nieuwe leden zoals Arabian Prince en The D.O.C. Ice Cube keerde terug van zijn cursus, maar verdacht Eazy-E van het achterhouden van albuminkomsten en verliet de groep in 1989.
Na een kleine ep in 1990; 100 Miles and Runnin', kwam in 1991 het album Efil4zaggin. Met het vertrek van Ice Cube was het aantal teksten van Dr. Dre fors gestegen, maar de balans was met het vertrek van Cube ook doorgeslagen naar de kant van Eazy, en Dr. Dre vertrok; N.W.A was nu zijn beste rapper (Ice Cube), en zijn beste producent (Dr. Dre) kwijt.

### Death Row Records
Dr. Dre richtte meteen na zijn vertrek bij Eazy-E's Ruthless Records als N.W.A-lid in 1991 samen met een lijfwacht van N.W.A, Suge Knight, een nieuw label op: Death Row Records. Ze waren allebei half eigenaar van het label, samen met Interscope Records, dat voor de distributie zou zorgen. Suge Knight zou voor het zakelijke gedeelte zorgen, en Dr. Dre voor de artiesten. Dr. Dre wist zijn eigen contract op vermoedelijk gewelddadige wijze bij Eazy-E's Ruthless af te laten lopen en deed dit ook voor Michel'le, zijn vriendin en de moeder van zijn zoon, en voor rapper The D.O.C. Ze tekenden allen bij Death Row. Snel werden er nieuwe artiesten aangetekend, zoals rapper Snoop Dogg, die hij ontmoette via Warren G. In 1992 bracht Dr. Dre zijn eerste single uit, de titeltrack van de film Deep Cover, een samenwerking met Snoop Dogg. In hetzelfde jaar kwam Dr. Dre met zijn eerste soloalbum, de hiphopklassieker The Chronic. Chronic is een soort wiet van hoge kwaliteit, en het idee was dat naar het album luisteren hetzelfde effect zou hebben als het roken van chronic. Het album introduceerde een nieuwe hiphop muziekstijl: G-funk. Dr. Dre had de muziek van George Clinton genomen en er hiphopbeats van gemaakt. G-funk werd later de belangrijkste stroming van de westcoasthiphop.
Bekende nummers van het album zijn de singles "Nuthin' But a 'G' Thang", "Fuck Wit Dre Day (And Everybody's Celebratin')" en "Let Me Ride". Nuthin' But a 'G' Thang" met Snoop Dogg vertelt over 'het leven in de hood'. "Fuck Wit Dre Day (And Everybody's Celebratin')" is een diss naar Eazy-E toe. In de videoclip wordt Eazy-E Sleazy-E genoemd. Er wordt gespot met Eazy-E's kinderachtige voorkomen. In 1993 reageerde Eazy-E met Real Muthaphuckkin G's, een track op zijn album dat ook tegen Dre gericht was, waarin Eazy-E zijn lookalike Sleazy-E afschiet en foto's laat zien uit het World Class Wreckin' Cru Albumboekje waarop Dr. Dre met make-up staat.
In 1993 produceerde Dr. Dre volledig Snoop Doggs debuutalbum Doggystyle. De Bonustrack "The Next Episode" werd na een week verwijderd, maar keerde in 1999 terug op Dr. Dre's The Chronic 2001, en in 2000 als single. In 1995 kwam in verband met de oost-westruzie 2Pac naar Death Row. Dr. Dre had een nummer met Tha Dogg Pound genaamd "California Love", maar Tha Dogg Pound werd eruit gehaald en vervangen door een tekst en rap van 2Pac.
Toen Snoop Dogg aangeklaagd werd voor moord, en de doodstraf boven het hoofd hing was de belangrijkste getuige van het OM er een die zei dat hij het had gezien, en dat Dre daar ook was. De jury geloofde de getuige. Snoop Dogg had Dre nodig als getuige om te zeggen dat Dre er helemaal niet was, en dat zou bewijzen dat de getuige loog. Dr. Dre had het zo druk dat hij niet op tijd kwam opdagen. Snoop Doggs vriend Tupac hoorde dat en was woedend op Dr. Dre, omdat Dr. Dre er niet voor zijn vrienden was wilde Tupac niets met hem te maken hebben. Verder was er een schietgevecht in het kantoor van Death Row, omdat Suge Knight zowel Crips als Bloods aantekende. Suge Knight trouwde daarop ook nog met Dr. Dre's ex-vriendin, en toen werd het Dre te veel: Na dit alles verliet Dr. Dre Death Row.

### Het begin van Aftermath Entertainment (1996-2001)
In 1996 kwam Dr. Dre Presents the Aftermath uit, een album met alle artiesten die bij Dr. Dre's nieuw opgerichte label Aftermath Entertainment hadden getekend. Hoewel Suge Knight nu Death Row Records voor zichzelf had, nam Dr. Dre een groot deel van de artiesten met zich mee. Snoop Dogg en 2Pac (inmiddels overleden) bleven bij Death Row Records. Hoewel de verwachtingen hoog waren van dit nieuwe label, gebeurde er in de beginjaren niet veel. Dr. Dre nam een blanke rapper uit een woonwagenkamp aan (Eminem) waarna het de andere kant op ging. Eminem heeft inmiddels meer dan 80 miljoen platen verkocht. Snoop Dogg had inmiddels Death Row verruild voor Master P's No Limit Records in Chicago. Dr. Dre maakte het goed met Snoop Dogg. In 1999 kwam Dr. Dre met zijn tweede soloalbum: The Chronic 2001. Het album zou eigenlijk The Chronic 1999 gaan heten, maar Suge Knight was Dre voor met een album dat The Chronic 2000 heette. Suge Knight boycotte de titel door te claimen dat de rechten van The Chronic in een albumtitel bij Death Row lagen, en dus werd de officiële titel 2001. Het album was een grote hit, en velen waren van mening dat van het 6x-platina album elk nummer een hitsingle zou kunnen zijn. Het algemene thema van het album was: "Dr. Dre is er nog steeds, en nooit weggeweest, en nog steeds dezelfde G". De beats lieten zien dat G-funk nog steeds een muziekstijl van deze tijd is.
In 2000 verscheen Dr. Dre op Ice Cubes nummer "Hello", samen met ex-N.W.A-lid MC Ren. In datzelfde jaar ging Dr. Dre samen met Eminem, Ice Cube, Snoop Dogg en Xzibit op de Up in Smoke Tour, dat een groot succes was.

### Aftermath (2002-Nu)
In 2001 regisseerde Dr. Dre een film, getiteld The Wash, waar hij zelf in speelde samen met Snoop Dogg. De film zat vol met Dr. Dre's bevriende rappers, zoals Eminem en Xzibit. De soundtrack kenmerkte zich doordat er veel rappers een nummer voor hadden gemaakt en de nummers ook grappig bedoeld waren.
Aftermath Entertainment kocht 50 Cents G-Unit-label op. Daarom produceerde Dr. Dre samen met Eminem ook het album Get Rich or Die Tryin' van 50 Cent. Dr. Dre tekende ook rapper The Game aan; een Blood uit Compton, de stad waar Dr. Dre opgroeide.
In 2000 had Dr. Dre gezegd dat er een nieuw album zou komen: Detox in 2004. Het album kwam niet uit en werd vertraagd naar 2006. In 2005 zei Dre dat het album van de baan was, en hij zei zelfs na een rap voor The Game's album dat hij nooit meer zou rappen, alleen maar producen, maar toen The Game vertrok had Dre weer meer tijd en kwam het terug in de planning. Dr. Dre bevestigde dat hij alle artiesten met wie hij ooit samengewerkt had iets op het album wilde laten zeggen. Detox werd in een enquête van het tijdschrift Rolling Stone uitgeroepen tot meest verwachte album van het jaar. In 2007 rapte Dr. Dre mee in het nummer "Bounce" van Timbaland, Ook verscheen hij in 2008 in het nummer "Set It Off (Remix)" van Kardinal Offishall en de singles van Eminem uit 2009 getiteld "Crack a Bottle" en "Old Time's Sake". In april 2010 zei Dr. Dre dat het nummer 'Under Pressure' samen met Jay-Z de eerste single van Detox is en binnen een paar weken zou uitkomen. Korte tijd hierna lekte dit nummer op internet uit en werd het ongunstig beoordeeld, waarna het geschrapt werd. In november 2010 lekte het nummer "Kush" met Snoop Dogg en Akon op internet uit. Enkele dagen hierna bracht Dr. Dre "Kush" uit, de officiële eerste single van Detox, waarna een videoclip enkele weken op zich liet wachten. Er lekte ook een ander nummer op het internet uit, "I Need a Doctor", samen met Eminem en Skylar Grey. Dit nummer werd later ook als single uitgebracht met een videoclip. In de videoclip ligt Dr. Dre in een coma, wat de staat van Dr. Dre in de afgelopen jaren zou symboliseren. Het album is nooit uitgebracht.

## Muziek

### Beats van voor 1992
Voor de tachtiger jaren was hiphop gedomineerd door East Coast-hiphop. Voor N.W.A mixte Dr. Dre beats die beter geschikt waren voor rappen. Al in zijn tijd bij de World Class Wreckin' Cru werd er al in nummers over Dre geroepen: "He got his PhD, in mixology" (Hij heeft zijn doctorstitel in mixologie). Altijd bijgestaan door DJ Yella wilde Dre toen al dat elke seconde goed klonk.

### Beats van na 1992 en G-funk
Dr. Dre was altijd al erkend als goede producent. Toen hij samen met Suge Knight Death Row Records oprichtte, voelde Dre zich vrij om een nieuwe stijl te introduceren. De stijl die later G-funk werd genoemd, kwam tot stand door de funkmuziek van James Brown en George Clinton te nemen en het om te zetten tot hiphopbeats. G-funk heeft de westcoasthiphop jarenlang gedomineerd, en is nog steeds een belangrijke stijl in de stroming. Dr. Dre wordt algemeen erkend als beste hiphopproducent aller tijden.

### Rappen
Dr. Dre's belangrijkste bezigheid is produceren, maar ook rappen is een belangrijk deel van zijn carrière. Zo ging zijn album "2001" zes keer platina. De meeste zogenaamde Dre-raps zijn natuurlijk op zijn soloalbums te vinden. Ook op albums van artiesten waarvan hij het album heeft geproduceerd is vaak een Dre-rap te vinden. Ook al rapt Dr. Dre redelijk vaak, hij heeft toegegeven niet zijn eigen teksten te schrijven.

### Perfectionisme
Dr. Dre wordt door velen gezien als een perfectionist. Dr. Dre is altijd heel precies geweest om alles goed te laten klinken. Dr Dre noemt zichzelf dan ook een audio ingenieur. Voor een World Class Wreckin' Cru-album van 60 minuten mixte hij eens 300 verschillende nummers. Dr. Dre gebruikt vaak echte instrumenten om de beat die hij in zijn hoofd heeft bedacht, op te nemen. Snoop Dogg is met deze vorm van hiphop maken gestart omdat hij altijd samenwerkte met Dre, maar dit veranderde toen hij van 2Pac leerde om het zelf snel te doen.
Veel artiesten die met Dr. Dre gewerkt hebben scoorden een hit, maar zeiden dat ze tijdens het produceren lang met het nummer bezig waren.

## Discografie

### Met World Class Wreckin' Cru
- World Class (1985)
- Rapped in Romance (1986)

### Met N.W.A.
| Soort           | Informatie                                                                                                  |
| --------------- | --- |
| Compilatiealbum | N.W.A. and the Posse - Uitgebracht: 6 november 1987 (vinyl), 13 november 1989 (cd) - Singles: "Panic Zone"  |
| Studioalbum     | Straight Outta Compton - Uitgebracht: augustus 1988 - Singles: "Straight Outta Compton", "Express Yourself" |
| Ep              | 100 Miles and Runnin' - Uitgebracht: 16 augustus 1990 - Singles: "100 Miles and Runnin'" & "Real Niggaz"    |
| Studioalbum     | Efil4zaggin - Uitgebracht: 28 mei 1991 - Singles: "Appetite for Destruction", "Alwayz into Somethin'"       |

### Solocarrière

#### Albums
| Soort           | Informatie |
| --------------- | --- |
| Studioalbum     | The Chronic - Uitgebracht: 15 december 1992 - Label: Death Row - Chartposities: 3 VS, 6 VK - Laatste RIAA-certificering: 3x platina (november 1993) 5,1 miljoen exemplaren verkocht (januari 2006) - Singles: "Nuthin' but a 'G' Thang", "Fuck wit Dre Day" en "Let Me Ride" |
| Studioalbum     | 2001 - Uitgebracht: 16 november 1999 - Label: Aftermath / Interscope - Chartposities: 2 VS, 2 VK - Laatste RIAA-certificering: 6x platina - Singles: "Still D.R.E.", "Forgot About Dre" en "The Next Episode"                                                                |
| Soundtrackalbum | The Wash - Uitgebracht: 6 november 2001 - Label: Aftermath / Interscope / Doggystyle - Singles: "Bad Intentions" en "The Wash" |
| Studioalbum     | Compton - Uitgebracht: 7 augustus 2015 - Label: Aftermath / Interscope - Chartposities: - - Laatste RIAA-certificering: - - Singles: "Talking to My Diary" |

| Album met eventuele hitnotering(en) in de Nederlandse Album Top 100 | Datum van verschijnen | Datum van binnenkomst | Hoogste positie | Aantal weken | Opmerkingen |
| ------------------------------------------------------------------- | --------------------- | --------------------- | --------------- | ------------ | ----------- |
| The Chronic                                                         | 15-12-1992            | -                     | -               | -            |             |
| 2001                                                                | 15-11-1999            | 20-11-1999            | 17              | 70           |             |
| The Wash                                                            | 2001                  | 17-11-2001            | 15              | 7            | Soundtrack  |
| Compton                                                             | 21-8-2015             | 15-08-2015            | 1               | 13           | Soundtrack  |

| Album met hitnotering(en) in de Vlaamse Ultratop 200 albums | Datum van verschijnen | Datum van binnenkomst | Hoogste positie | Aantal weken | Opmerkingen |
| ----------------------------------------------------------- | --------------------- | --------------------- | --------------- | ------------ | ----------- |
| 2001                                                        | 1999                  | 08-04-2000            | 13              | 47           |             |

#### Singles
| Single met eventuele hitnotering(en) in de Nederlandse Top 40 | Datum van verschijnen | Datum van binnenkomst | Hoogste positie | Aantal weken | Opmerkingen                                                     |
| ------------------------------------------------------------- | --------------------- | --------------------- | --------------- | ------------ | --------------------------------------------------------------- |
| Keep their heads ringin                                       | 1995                  | 08-07-1995            | 11              | 9            | Nr. 15 in de Single Top 100                                     |
| California Love                                               | 1995                  | 30-03-1996            | 10              | 8            | met 2Pac / Nr. 7 in de Single Top 100 / Dancesmash op Radio 538 |
| No diggity                                                    | 1996                  | 12-10-1996            | 4               | 15           | met Blackstreet / Nr. 7 in de Single Top 100 / Alarmschijf      |
| Zoom                                                          | 1998                  | 04-07-1998            | tip4            | -            | met LL Cool J / Nr. 67 in de Single Top 100                     |
| Guilty conscience                                             | 1999                  | 07-08-1999            | 21              | 7            | met Eminem / Nr. 22 in de Single Top 100                        |
| Forget about Dre / Still D.R.E.                               | 1999                  | 25-03-2000            | 19              | 13           | met Eminem & Snoop Dogg / Nr. 16 in de Single Top 100           |
| The next episode                                              | 2000                  | 29-07-2000            | 28              | 7            | met Snoop Dogg & Nate Dogg / Nr. 26 in de Single Top 100        |
| Bad intentions                                                | 2001                  | 08-12-2001            | 24              | 7            | met Knoc-turn'al / Nr. 26 in de Single Top 100                  |
| Crack a bottle                                                | 2009                  | 28-02-2009            | tip5            | -            | met Eminem en 50 Cent / Nr. 56 in de Single Top 100             |
| I need a doctor                                               | 2011                  | 05-03-2011            | tip18           | -            | met Eminem & Skylar Grey / Nr. 55 in de Single Top 100          |
| New day                                                       | 01-08-2012            | 18-08-2012            | tip14           | -            | met 50 Cent & Alicia Keys / Nr. 92 in de Single Top 100         |
| Talking to my diary                                           | 2015                  | 22-08-2015            | tip20           | -            |                                                                 |

| Single met hitnotering(en) in de Vlaamse Ultratop 50 | Datum van verschijnen | Datum van binnenkomst | Hoogste positie | Aantal weken | Opmerkingen                                   |
| ---------------------------------------------------- | --------------------- | --------------------- | --------------- | ------------ | --------------------------------------------- |
| California love                                      | 1995                  | 13-04-1996            | 21              | 12           | met 2Pac / Nr. 21 in de Radio 2 Top 30        |
| No diggity                                           | 1996                  | 23-11-1996            | 10              | 18           | met Blackstreet / Nr. 10 in de Radio 2 Top 30 |
| Guilty conscience                                    | 1999                  | 25-09-1999            | tip17           | -            | met Eminem                                    |
| The next episode                                     | 2000                  | 09-09-2000            | tip6            | -            | met Snoop Dogg                                |
| Bad intentions                                       | 2001                  | 15-12-2001            | 30              | 11           | met Knoc-turn'al                              |
| Crack a bottle                                       | 2009                  | 14-03-2009            | 39              | 5            | met Eminem en 50 Cent                         |
| Kush                                                 | 2010                  | 25-12-2010            | tip3            | -            | met Snoop Dogg & Akon                         |
| I need a doctor                                      | 2011                  | 26-02-2011            | tip3            | -            | met Eminem & Skylar Grey                      |
| We Made You                                          | 2009                  | 02-05-2009            | tip13           | 10           | met Eminem                                    |

#### NPO Radio 2 Top 2000
| Nummers met noteringen in de NPO Radio 2 Top 2000 | '15  | '16  | '17  | '18  | '19  | '20  | '21  | '22  | '23  | '24  |
| ------------------------------------------------- | ---- | ---- | ---- | ---- | ---- | ---- | ---- | ---- | ---- | ---- |
| California Love (met Tupac Shakur)                | -    | 1523 | 1574 | 1163 | 1561 | 1516 | 1355 | 1067 | 1048 | 746  |
| No Diggity (met Blackstreet)                      | 1964 | 1665 | 1978 | 1535 | 1740 | 1712 | 1828 | 1881 | -    | 1972 |
| The Next Episode (met Snoop Dogg)                 | -    | -    | -    | 1082 | 1329 | 1228 | 1283 | 948  | 905  | 885  |

1. ↑  Een '-' betekent dat het nummer niet was genoteerd en een vetgedrukt getal geeft de hoogste notering van een nummer aan.
2. ↑  2015 was het eerste jaar met een notering voor Dr. Dre.

#### Dvd's
| Dvd's met hitnoteringen in de Nederlandse Music Top 30 | Datum van verschijnen | Datum van binnenkomst | Hoogste positie | Aantal weken | Opmerkingen                                                    |
| ------------------------------------------------------ | --------------------- | --------------------- | --------------- | ------------ | -------------------------------------------------------------- |
| Up in smoke tour                                       | 2001                  | 17-02-2001            | 1(3wk)          | 4            | met Snoop Dogg, Eminem, Xzibit, Warren G, Nate Dogg & Ice Cube |

## Filmografie
- Set It Off - Black Sam
- Training Day - Paul
- The Wash - Sean
- 50 Cent: Bulletproof - Grizz